# 滇粉绿藤
滇粉绿藤（学名：Pachygone yunnanensis）为防己科粉绿藤属下的一个种。其种加词 yunnanensis 意为“云南的”。